# Boara Pisani
Boara Pisani là một đô thị thuộc tỉnh Padova vùng Veneto, tọa lạc khoảng 60 km về phía tây nam của Venezia và cách khoảng 35 km về phía nam của Padova. Tại thời điểm ngày 31 tháng 12 năm 2004, đô thị này có dân số 2.542 người và diện tích 16,5 km².
Boara Pisani giáp các đô thị: Anguillara Veneta, Pozzonovo, Rovigo, Stanghella, Vescovana.